# Ганкевич Володимир Іванович
Володимир Іванович Ганкевич (10 квітня 1848, с. Вікно, нині Гусятинський район — 27 січня 1880 / 1881, Бучач) — український галицький громадський діяч, адвокат, літератор. Доктор права (1877).

## Життєпис
Народився 10 квітня 1848 року в с. Вікно (Королівство Галичини та Володимирії, Австрійська імперія, нині Гусятинський район, Тернопільська область, Україна). Син о. Івана Ганкевича — священика з Вікна поблизу містечка Гримайлів (нині селище міського типу Гусятинського району).
Закінчив Першу тернопільську класичну гімназію. Під час навчання став одним з перших членів гуртка «Громада», заснованого учнем 6 класу Іваном Пулюєм у січні 1863 року, Під час навчання його приятелями були Січинський Андрій, троє братів Барвінських. Також був організатором молоді в Тернополі, закладав читальні, гуртував селян. Вивчав право у Львівському та Віденському (Австрія) університетах. У Львові в університеті — голова студентського товариства «Дружній лихвар».

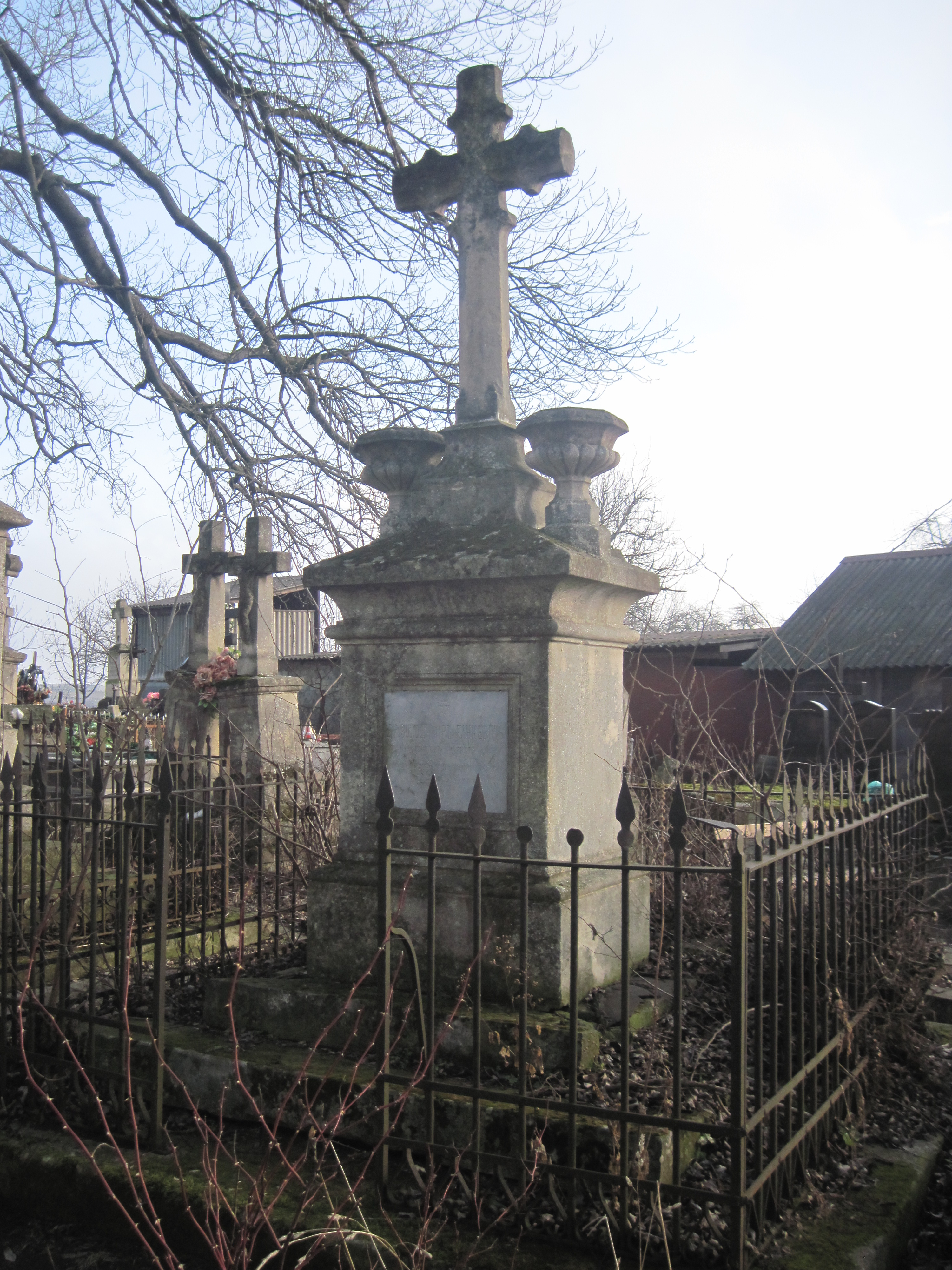

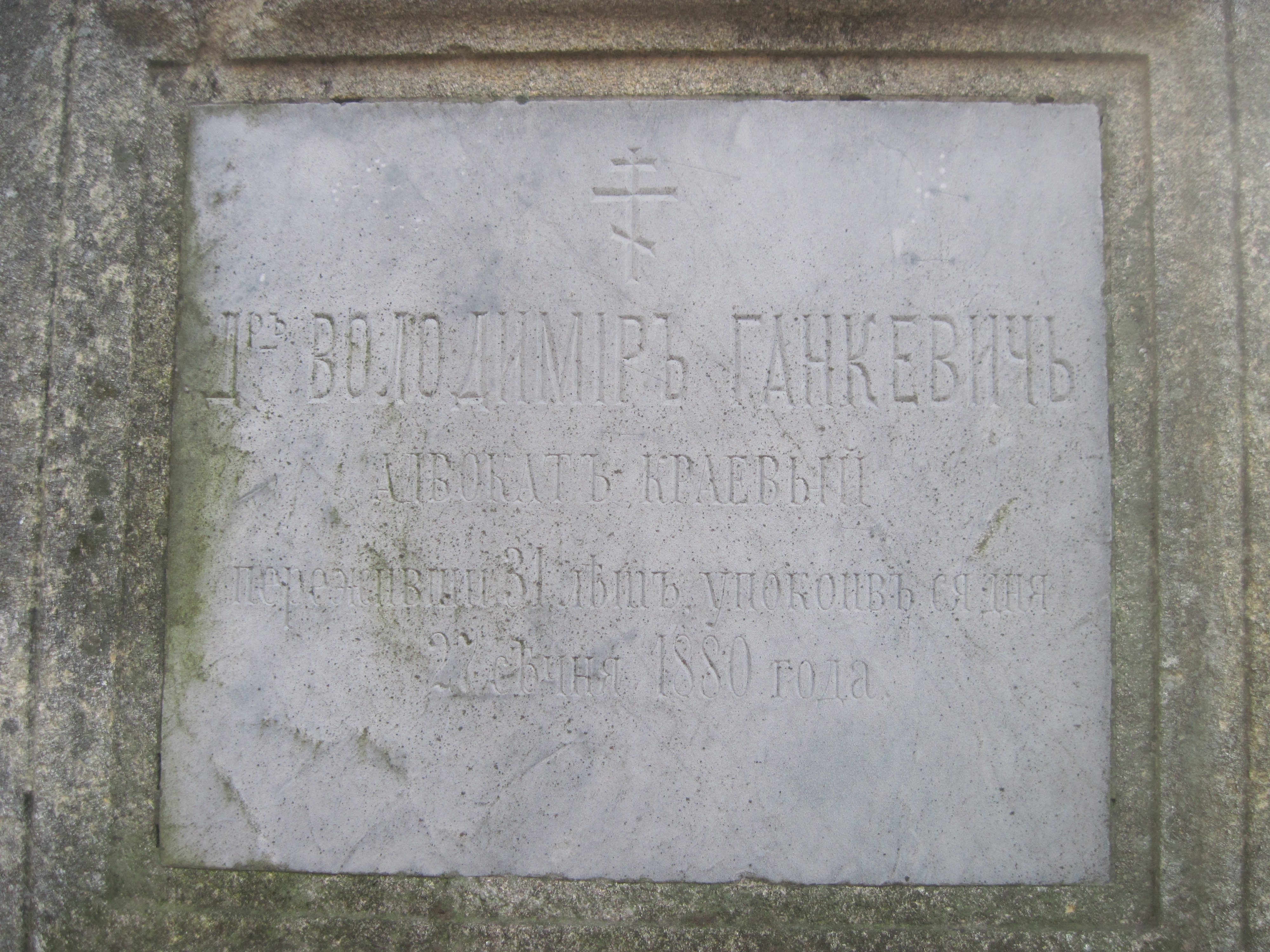

Редактор газети «Правда». Один з найвизначніших діячів народовецького руху в Галичині (однодумці, товариші — Володимир Навроцький, Володимир Барвінський). Після закінчення правничих студій був діяльним членом центрального виділу товариства «Просвіта» (делегат головного виділу «Просвіти»). Співзасновник товариства «Просвіта» (заступник першого голови; під час установчих зборів — один з 2-х секретарів разом із Корнилом Сушкевичем). Потім — незмінний член головного виділу «Просвіти», також «Руської бесіди». 29 травня 1875 року разом з Володиславом Федоровичем (головою виділу) від імені головного виділу «Просвіти» підписав заяву до Галицького сейму про відмову від краєвої допомоги 2000 золотих ринських.
Учасник установчих зборів філії товариства «Просвіта» в Тернополі 29 вересня 1875 року. У 1877 році відкрив адвокатську канцелярію в Бучачі.
Редагував журнал «Правда», в якому було надруковано його оповідання «Федір Смик», переклади з німецької літератури. Автор статей у газетах «Діло», «Батьківщина».
Похований на Нагірянському цвинтарі поряд з бучацькими парохами о. Денисом Нестайком (позаду), москалофілом Михаїлом Куриловичем, поблизу церкви св. архистратига Михаїла.

## Зауваги
1. ↑  дата вказана на надгробку; також вказано, що прожив 31 рік